# يوم الأطباء الوطني
يوم الأطباء الوطني هو يوم يُحتفل به سنويًا اعترافًا بفضل الطبيب، وتكريمًا للمتميزين من الأطباء. يختلف تاريخ اليوم من دولة إلى أخرى، ويرتبط في كل دولة بحدث محوري في تاريخ الطب في ذلك البلد.

## مصر
يُحتفل بيوم الطبيب المصري في 18 مارس من كل عام، وذلك في ذكرى افتتاح أول مدرسة للطب في مصر والشرق الأوسط بأبي زعبل في 18 مارس 1827، ويجري في هذا اليوم تكريم المميزين من الأطباء من كافة محافظات مصر.

## الكويت
يُحتفل بيوم الطبيب في دولة الكويت في يوم 3 مارس من كل عام وصاحبة فكرة الاحتفال سيدة الأعمال الكويتية زهرة سليمان الموسوي، ولقد تم اختيار يوم 3 مارس نظرا لان اثنين من أخوة الناشطة كانا حينئذٍ طبيبين، وابنة الناشطة  كانت تدرس الطب.

## إيران
يُحتفل في إيران بيوم الطبيب (بالفارسية: روز پزشک) في ذكرى ميلاد ابن سينا، التي توافق الأول من شهريور (23 أغسطس) من كل عام.

## الولايات المتحدة
يُحتفل بيوم الطبيب الوطني في الولايات المتحدة في 30 مارس من كل عام، وذلك في ذكرى استخدام التخدير في الجراحة لأول مرة، حيث استخدم الدكتور كروفورد لونغ الإثير للمرة الأولى في تخدير مريض لاستئصال ورم من رقبته في جيفرسون بولاية جورجيا الأمريكية في 30 مارس 1842.
كانت صاحبة الفكرة هي إيودورا براون ألموند، زوجة الدكتور تشارلز ألموند، واحتُفل به للمرة الأولى في ويندر بولاية جورجيا في 30 مارس 1933. وشمل الاحتفال إرسال بطاقات بريدية إلى الأطباء وزوجاتهم، ووضع باقات من الزهور على قبور المتوفين من الأطباء، ومنهم الدكتور كروفورد لونغ، وعشاء رسمي في منزل الدكتور ويليام راندولف. وقد اتُّخذت زهرة القرنفل الحمراء رمزًا ليوم الطبيب في الولايات المتحدة على مدى الأعوام.

## الهند
يُحتفل بيوم الطبيب في الهند في الأول من يوليو من كل عام، تكريمًا للدكتور بيدان تشاندرا روي، ثاني رئيس لوزراء ولاية البنغال الغربي، الذي ولد في 1 يوليو 1882 وتوفي في نفس اليوم من سنة 1962. وكان واحدًا من قلة من الأطباء نجحوا في الجمع بين زمالة كلية الجراحين الملكية وعضوية كلية الأطباء الملكية؛ إذ حصل عليها بفارق زمني لا يتجاوز عامين وثلاثة أشهر.

## كوبا
يُحتفل بيوم الطبيب في كوبا في 3 ديسمبر من كل عام، وهي ذكرى ميلاد الدكتور كارلوس خوان فينلي، الذي كان عالمًا طبيًا له أبحاث رائدة في الحمى الصفراء، وكان أول من اكتشف (سنة 1881) أن بعوضة الزاعجة المصرية هي ناقل المرض، مما أدى إلى توصيات بالقضاء على تلك البعوضة للوقاية من انتشار المرض.

## فييتنام
بدأ الاحتفال بيوم الطبيب في فييتنام في 28 فبراير 1955، ويُحتفل بهذا اليوم حاليًا في 27 فبراير، وقد يتأخر موعد الاحتفال أو يتقدم بضعة أيام.